# Donimierz (województwo pomorskie)
Donimierz (dodatkowa nazwa w j. kaszub. Dolmiérz) – wieś kaszubska w Polsce, położona w województwie pomorskim, w powiecie wejherowskim, w gminie Szemud, przy drodze wojewódzkiej nr 224 i nad rzeką Gościciną.
| SIMC    | Nazwa          | Rodzaj    |
| ------- | -------------- | --------- |
| 0175509 | Biedaki        | część wsi |
| 1015417 | Gęsia Krzywda  | część wsi |
| 1015469 | Góry           | część wsi |
| 1015475 | Granicznik     | część wsi |
| 1015618 | Mały Donimierz | część wsi |
| 0175515 | Maszyna        | część wsi |
| 1015682 | Nowinki        | część wsi |
| 0175521 | Otalżyno       | część wsi |
| 1015720 | Piekiełko      | część wsi |
| 0175538 | Szenkowana     | część wsi |
| 0175544 | Zabłotne       | część wsi |

Wieś szlachecka położona była w II połowie XVI wieku w powiecie mirachowskim województwa pomorskiego. Do 1954 roku miejscowość była siedzibą gminy Wielki Donimierz. W latach 1975–1998 miejscowość administracyjnie należała do województwa gdańskiego.